# Roll20
Roll20 est un site internet proposant des outils permettant de jouer à des jeux de rôle sur table à distance. Le site est lancé en 2012 à l'issue d'une campagne Kickstarter. Il procure au maître de jeu ainsi qu'aux joueurs des outils favorisant le caractère immersif de l'expérience de jeu, qu'il faut cependant distinguer d'un jeu vidéo.  Il est possible de l'utiliser pour une grande variété de jeux de rôles.

## Caractéristiques
Roll20 permet à partir d'un navigateur de jouer à un jeu de rôle. La plateforme est organisée en sessions de jeu individuelles, que les utilisateurs peuvent créer ou rejoindre. Ces sessions incluent les outils typiques des jeux de rôles, comme la gestion de feuille de personnage, de jets de dés, le partage de cartes, ou la génération automatisée de feuille de personnage pour un certain nombre de jeux de rôles,,,. L'interface inclut également une messagerie instantanée par texte, voix et vidéo et permet d'intégrer Google Hangouts. 
Roll20 propose aussi des services payants tels des modules de jeux,. Les utilisateurs inscrits accèdent à des fonctionnalités comme le brouillard de guerre ou des effets visuels.
Il existe également une version pour iPad et Android, qui contiennent moins d'outils que la version pour navigateurs. Roll20 est disponible en anglais.
Roll20 permet de jouer à de nombreux jeux, dont les différentes versions de Dungeons & Dragons, Pathfinder, Shadowrun, Dungeon World, Traveller, Numenera, l'appel de Chtulhu  et d'autres,.

## Histoire
Roll20 a d'abord été créé par trois étudiants, Riley Dutton, Nolan Jones, et Richard Zayas, qui souhaitaient continuer à jouer à Dungeons & Dragons alors qu'ils s'étaient installés dans des villes différentes. En réalisant que leur plateforme pouvait être utile à un plus grand nombre, ils lancent une campagne Kickstarter au printemps 2012 avec un objectif initial de 5 000 $ ; la campagne atteint presque 40 000 $. La plateforme publique est lancée en septembre 2012.
En juillet 2016, Roll20 acquiert une licence de Wizards of the Coast pour disposer de matériel officiel de Dungeons & Dragons,. 
Roll20 atteint un million d'utilisateurs en juillet 2015, et deux millions janvier 2017,.
TechCrunch annonce en février 2019 que le site a été victime d'un piratage, les informations de plus de quatre millions d'utilisateurs ayant été proposées à la vente sur le dark web.

### Roll20CON
Roll20 tient un festival de jeu en ligne, Roll20CON, chaque année depuis 2016. Les sessions de jeu hébergées en ligne sont diffusées sur Twitch,.

### Controverse
En février 2019, Nolan T. Jones, l'un des confondateurs de Roll20, et modérateur sur Reddit Roll20, bannit par erreur un utilisateur. Cette erreur suscite une controverse, Roll20 formule des excuses et transfère la modération du Reddit Roll20 à la communauté,.

## Récompenses
Roll20 est nommé à l'échelon Gold Winner dans la catégorie meilleur logiciel des ENnie Awards en 2013, 2014, 2015, et 2016.